# Villa des Aigrettes
La villa des Aigrettes est une voie du 19e arrondissement de Paris, en France.

## Situation et accès
La villa des Aigrettes est une voie privée située dans le 19e arrondissement de Paris. Elle débute au 16, rue David-d'Angers et se termine en impasse.

## Origine du nom
Elle porte le nom de l'oiseau l'aigrette.

## Historique
Cette voie en impasse est créée sous sa dénomination actuelle par un décret municipal du 13 septembre 1996.